# Hoofdstraat 34 (Beetsterzwaag)

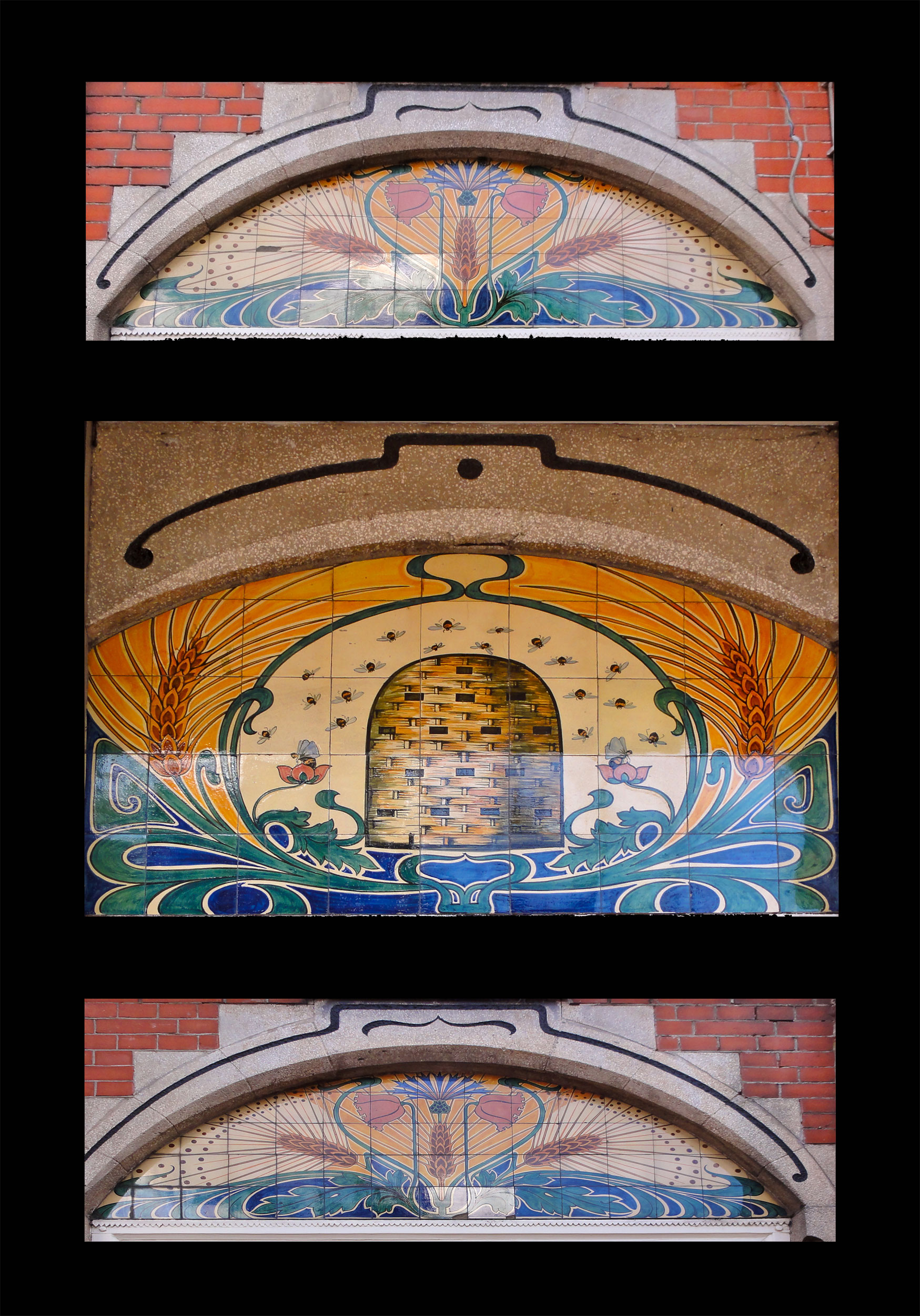
Drie tegeltableaus van het pand aan de Hoofdstraat 34 in Beetsterswaag

Het pand aan de Hoofdstraat 34 in Beetsterzwaag is gedecoreerd met een drietal jugendstiltegeltableaus.
In 1908 werd het pand aan de Hoofdstraat 34, een bakkerij, vormgegeven door de architect Luitje de Goed. Voor de decoratie van de voorgevel van het pand maakte hij gebruik van het werk van de aardewerkfabriek, de firma Van Hulst uit Harlingen. Op het middelste tableau staat een bijenkorf met korenaren en florale motieven. Op de beide tableaus ter weerszijden hiervan staan eveneens korenaren en bloemmotieven afgebeeld.